# Temelucha hamiltonensis
Temelucha hamiltonensis är en stekelart som först beskrevs av Henry Lorenz Viereck 1905.  Temelucha hamiltonensis ingår i släktet Temelucha och familjen brokparasitsteklar. Inga underarter finns listade i Catalogue of Life.